# Gaston Rochon
Pour les articles homonymes, voir Rochon.
Gaston Rochon (8 avril 1932 - 3 novembre 1999) est un pianiste, chanteur, compositeur et arrangeur québécois. Il est surtout connu pour avoir été le chef d'orchestre et arrangeur de Gilles Vigneault pendant 18 ans, soit de 1960 à 1978.

## Biographie
Gaston Rochon est né à Québec le 8 avril 1932. Il fait partie de la Manécanterie des Petits Chanteurs à la croix de bois de Québec, puis il entre au Conservatoire de Québec où il étudie le violoncelle, l'harmonie, l'analyse musicale et la fugue. Étudiant au Petit Séminaire de Québec, il fonde en 1950 le quatuor vocal les Fantaisistes de la chanson, qui deviendra peu après les Collégiens Troubadours (1950-1965) et dont il est l'arrangeur en plus de chanter la partie de basse. Il est aussi brièvement violoncelliste d'un orchestre symphonique. 
Durant les années 1950, Gaston Rochon a une carrière diversifiée. En plus des Collégiens Troubadours, il est professeur de solfège au Conservatoire, apprend le hautbois, fait de l'orchestration et dirige l'Orchestre de Radio-Canada à Québec ainsi que celui de l'émission « Créations canadiennes » à la station de radio CHRC. Il est aussi pianiste au restaurant La Porte Saint-Jean situé dans le Vieux-Québec,. Au deuxième plancher de ce restaurant se trouve un nouveau club appelé « La Boîte aux Chansons » et qui présente des jeunes artistes québécois. Un jour de 1960, le directeur de la Boîte aux Chansons lui demande de remplacer à pied levé l'accompagnateur de Pauline Julien qui vient se produire à Québec,. Cette nouvelle expérience lui plait. 

### Collaboration avec Gilles Vigneault
Gaston Rochon fait la rencontre de Gilles Vigneault, qui était alors un des animateurs de la Boîte aux chansons et commençait tout juste à chanter lui-même les chansons qu'il composait. Peu après, il devient son chef d'orchestre et arrangeur attitré, ce qui l'oblige à mettre fin à sa participation aux Collégiens Troubadours; ceux-ci se dissolvent en 1965. Son importance dans la carrière de Vigneault est d'autant plus forte que ce dernier n'a jamais fait d'études musicales formelles. Jusqu'en 1978, il accompagne Vigneault dans plus de 3 000 spectacles, et contribue à la création de quelque 150 chansons et de plus de 30 albums. 

### Carrière subséquente
Après la fin de sa collaboration avec Vigneault, Gaston Rochon compose pour la télévision, la radio et le cinéma et enseigne la musique dans différents universités,. Il met notamment sur pied le premier programme de baccalauréat en interprétation de la musique populaire, à l'Université du Québec à Montréal. En 1993, il complète un doctorat à l'Université de Göteborg en Suède avec une thèse intitulée « Processus compositionnel - Genèse des chansons de Gilles Vigneault : un témoignage ». Il a élaboré sa propre méthode d'harmonisation qu'il n'a cependant pas eu le temps de publier. Elle a été publiée en 2013 par son élève André Lambert. Il décède le 3 novembre 1999 à Montréal.